# Füzes Gyula
Füzes Gyula (Kondoros, 1947. július 12. – 2019. július 31. vagy előtte) válogatott magyar kézilabdázó, edző, sportvezető.

## Pályafutása
1966 és 1978 között a Bp. Honvéd kézilabdázója volt. Négy bajnoki címet és két magyar kupagyőzelmet ért el a csapattal. 
1973-ban 13 alkalommal szerepelt a magyar válogatottban.
1976-ban a TFTI-n edző oklevelet szerzett. 1982–83-ban a Kovács László, majd Mocsai Lajos segédedzője volt a Honvédnál.
1984-től haláláig a Honvéd kézilabda-szakosztály vezetőjeként dolgozott.

## Sikerei, díjai
Bp. Honvéd
- Magyar bajnokság
  - bajnok (4): 1968, 1972, 1976, 1977
  - 2. (4): 1969, 1970, 1971, 1975
  - 3. (2): 1973, 1978
- Magyar Népköztársasági Kupa (MNK)
  - győztes (2): 1971, 1972
  - 2.: 1974
  - 3.: 1978
- Bajnokcsapatok Európa-kupája (BEK)
  - 3.: 1977–78